# Dialogo interculturale
Il dialogo interculturale è uno scambio di vedute aperto e rispettoso fondato sulla comprensione reciproca fra individui e gruppi che hanno origini e patrimoni linguistici, culturali, etnici e religiosi differenti.

## Definizione
Nel 2008, proclamato dalla Commissione europea "Anno europeo del dialogo interculturale", il Consiglio d'Europa ha definito il dialogo interculturale come: «un aperto e rispettoso scambio di punti di vista tra individui e gruppi appartenenti a culture differenti, che conduce ad una comprensione più approfondita della percezione globale dell'altro». Il dialogo interculturale è quindi fondamentale per lo sviluppo delle relazioni tra persone, paesi e culture. Esso favorisce la crescita personale perché richiede libertà e abilità nell'esprimere sé stessi, così come volontà e capacità di ascoltare e conoscere gli altri. Inoltre questa particolare forma di dialogo sviluppa una maggiore comprensione di diverse pratiche e visioni del mondo e accresce la libertà di scelta, la cooperazione e la partecipazione. Nelle società culturalmente eterogenee il dialogo interculturale contribuisce quindi alla coesione e all'inclusione ed è anche uno strumento di mediazione e riconciliazione. Poiché interviene sulla frammentazione e sull'insicurezza sociale, favorisce equità, dignità umana e perseguimento del bene comune: queste caratteristiche, inoltre, costituiscono i tratti distintivi di una  cultura democratica.

## Elementi chiarificatori
Per comprendere appieno che cosa si intende per dialogo interculturale è opportuno prendere in esame tale concetto in correlazione ad alcuni elementi che permettono di chiarirne il significato: il contatto, l'alterità, gli atteggiamenti verso la società di arrivo, il pregiudizio etnico e i modelli di integrazione.

### I diversi aspetti del contatto
Parlare di dialogo interculturale significa fare riferimento al contatto stabilitosi tra individui portatori di culture diverse, un contatto concreto, variabile e contingente in quanto i modelli culturali sono differentemente interiorizzati dai singoli individui nonché istituzionalizzati diversamente dai gruppi.
Innanzitutto, tale contatto può prefigurarsi secondo molteplici modalità che si collocano lungo un continuum che vede ad un estremo l'incontro, all'altro estremo lo scontro.
In secondo luogo, è importante considerare il terreno (o contesto) in cui avviene il contatto tra individui e gruppi portatori di culture diverse: il contatto può infatti avvenire in “terra di nessuno” o, invece, in un contesto territoriale bene definito e caratterizzato da una radicata cultura dominante.
In terzo luogo, sono rilevanti e possono essere diverse le cause che danno luogo al contatto: singoli individui e gruppi sono spinti volontariamente o coercitivamente ad incontrarsi con altri gruppi o individui, per ragioni politiche, culturali, affettive, economiche.
In quarto luogo, il contatto può avvenire tra gruppi con bassa o elevata distanza culturale.
Infine, il contatto presenta una sua dinamicità che può configurarsi in termini di fasi, come quelle individuate da Tajfel che ne distingue quattro: inizialmente gli immigrati accettano il loro ruolo socialmente ed economicamente subordinato e imparano la lingua per ragioni di sopravvivenza. Poi viene la fase della mobilità sociale, nella quale un numero limitato di immigrati cerca di acquisire un'identità sociale positiva e tenta di inserirsi nel gruppo dominante. In seguito, emerge la consapevolezza degli elevatissimi costi derivanti dagli sforzi compiuti a livello individuale e la lingua viene vista come mezzo per esprimere rivendicazioni e richieste. Infine si instaurano relazioni competitive tra i gruppi, e la lingua materna diviene uno dei simboli dell'identità collettiva, espressione della distanza tra il “noi” degli immigrati e il “loro” degli autoctoni.

### Concezioni dell'alterità
Un secondo fattore da tenere presente per il dialogo interculturale è il modo in cui considerare l'alterità, che può essere interpretata sotto diversi aspetti: qualcosa che è necessario riassorbire rendendo l'altro il più possibile uguale a me (assimilazione del diverso); qualcosa che va riconosciuta e ammessa ma che può provocare disturbi e persino rappresentare una minaccia da tenere sotto controllo (tolleranza del diverso); un fattore positivo e utile sia per me sia per l'altro in quanto è fonte di arricchimento individuale e collettivo (interazione e scambio vicendevole).

### Atteggiamenti verso la società di arrivo
Il dialogo interculturale dipende anche da come l'immigrato vive la propria esperienza migratoria. Esso è riconducibile a tre principali atteggiamenti: l'immigrato è disponibile e addirittura aspira a diventare membro della società d'arrivo; l'immigrato è indifferente nei confronti dell'appartenenza; l'immigrato non è intenzionato a far parte della società d'arrivo.

### Pregiudizio etnico
Un ulteriore elemento che incide in modo significativo sul dialogo interculturale è costituito dal pregiudizio etnico, che può essere distinto secondo le tre seguenti sottolineature: gli immigrati possiedono una cultura diversa e adottano modelli di comportamento diversi (enfasi sulla diversità); gli immigrati sottraggono opportunità lavorative, abitative e di servizi sociali (enfasi sulla competizione); gli immigrati mettono a rischio la sicurezza e l'identità culturale (enfasi sul pericolo).

### Modelli di integrazione socioculturale
Modalità di contatto, concezione dell'alterità, atteggiamento verso la società d'origine e pregiudizio etnico sono quattro elementi che permettono di specificare il dialogo interculturali e la loro combinazione consente di mettere a fuoco tre principali modelli teorici generali di integrazione: il modello dell'assimilazione; il modello pluralista; il modello dello scambio culturale.

## Rischi dell'assenza di dialogo interculturale
I rischi legati all'assenza di dialogo interculturale sono molteplici. Innanzitutto, si instaura un clima di  intolleranza e discriminazione, di ansia e di timore nei confronti del diverso, dello straniero, che assume una immagine fortemente stereotipata. In secondo luogo, l'assenza di dialogo porta le singole comunità a isolarsi e ripiegarsi su loro stesse, privandosi in tal modo di tutti i vantaggi delle nuove aperture culturali che sempre più caratterizzano il mondo globalizzato e contribuiscono lo sviluppo sociale ed individuale. Infine, la mancanza di apertura verso gli altri favorisce la violenza, la conflittualità e lo scontro.

## Sfide del dialogo interculturale
Molte sono oggi le sfide che le questioni del dialogo interculturale e dell' integrazione sollecitano ad affrontare.
Innanzitutto occorre riflettere sulla memoria. C'è una grande differenza tra la memoria storica del paese d'accoglienza e la memoria dei migranti di prima e soprattutto di seconda generazione. I migranti manifestano sempre di più la volontà di instaurare un dialogo con le società ospitanti e la volontà di essere riconosciuti non solo come lavoratori e consumatori, ma anche come esseri umani con una propria cultura, storia e tradizione.
Il secondo punto è quello della religione in rapporto alla democratizzazione. In quasi tutte le società d'origine dei migranti c'è un legame tra religione e Stato, accompagnato da un profondo deficit democratico, mentre in Europa, così come nella maggior parte dei paesi d'accoglienza, è evidente la secolarizzazione delle società. Di fronte al fenomeno migratorio emerge quindi una domanda di riconoscimento e di rispetto, un bisogno di conoscenza delle altre religioni in tutta la loro diversità e nei loro legami con le diverse realtà politiche e culturali.
La terza sfida è rappresentata dalle frontiere. Molte sono le frontiere da attraversare, a cominciare dalle frontiere nelle relazioni internazionali. Vi sono poi le frontiere all'interno delle città, cioè le frontiere della povertà e della mobilità. Viviamo in un mondo in cui una parte della popolazione ha la possibilità di muoversi nel corso di tutta la propria vita, mentre c'è d'altro canto una domanda di democratizzazione delle frontiere, del viaggio, della mobilità per molti altri.
La quarta sfida consiste nel superare le barriere linguistiche: non conoscere la lingua dell’altro è un ostacolo per il dialogo. Non si tratta solo di avere un linguaggio comune, si presenta la difficoltà di trovare termini che corrispondano alla traduzione di ciò che si vuole dire, dal momento che non tutti i termini presenti in una lingua sono traducibili in un’altra. Questo rende necessario privilegiare i significati e i valori di cui l’altro è portatore, rispettando e mostrando interesse per culture e idiomi diversi. La vera sfida è trasformare la diversità linguistica in occasione di arricchimento del proprio patrimonio lessicale.
Infine, vi sono povertà, esclusione e discriminazione, tutti elementi che rischiano di minare alla base la pratica del dialogo interculturale.

## Lo sport
Da diversi anni, si è fatto strada l'idea che lo sport possa essere uno degli strumenti più utili per favorire il dialogo interculturale. Le istituzioni politiche e sportive hanno promosso numerosi progetti finalizzati a favorire il dialogo attraverso lo sport, in particolare nei Paesi dove il tasso di immigrazione è più elevato. Esistono, però, diversi modelli di dialogo interculturale attraverso lo sport: la costituzione di squadre "etniche", composte da giocatori di una sola etnia, che però gareggiano in campionati nei quali sono presenti compagini multiculturali o di altre etnie; la formazione di squadre miste, che includono giocatori provenienti da diversi Paesi e culture.
In Italia, sono presenti entrambi i modelli, ma  hanno riscosso maggiore successo sono le squadre miste. Tra le più importanti, la Liberi Nantes di Roma, nata nel 2007, e l'Afro-Napoli United (oggi solo Napoli United), nato nel 2009. La  maggioranza delle iniziative riguarda il calcio, com'è logico in un Paese nel quale esso è di gran lunga lo sport più popolare.

## Opere artistiche
L'opera scultorea Dialogo realizzata da Michele Chiaruzzi nella Città di San Marino ha creato il primo edificio religioso dedicato al dialogo interculturale "una esperienza visiva unica al mondo, che mette insieme i simboli delle tre religioni monoteiste: la croce – preesistente, sul timpano della cappella di Sant'Anna - a fianco della quale sono state installate la mezza luna, la stella ebraica."